# Portrait d'Antonietta Gonsalvus
Le Portrait d'Antonietta Gonsalvus est un tableau réalisé par la peintre italienne Lavinia Fontana vers 1595. Cette huile sur toile est le portrait en buste de Tognina Gonsalvus, une enfant atteinte d'hypertrichose. Acquise par la ville de Blois, dans le Loir-et-Cher, l'œuvre fait partie des collections du musée des Beaux-Arts, dans le château de Blois.
Une autre version a été vendue aux enchères en juin 2023 pour 1,25 million d'euros sans frais, un nouveau record mondial pour une peinture de l'artiste. Elle est acquise en 2024 par le musée national de l'Art occidental, à Tokyo, au Japon.